# Sandrine Martin
 (septembre 2016).
Sandrine Martin est une illustratrice et auteure de bande dessinée française, née le 19 mai 1979.

## Biographie
Diplômée de l'École nationale supérieure des arts décoratifs de Paris, Sandrine Martin dessine pour la presse et l'édition depuis 2004. Elle a ainsi travaillé pour Le Monde, Libération, Astrapi, Filotéo, Mes premiers J'aime Lire, Today in English… En parallèle, elle publie des courts récits semi-autobiographiques dans la revue de bande dessinée Lapin éditée par L'Association.
En 2012, elle publie un recueil de dessins sur le couple intitulé La Montagne de sucre.
En 2014, elle publie une biographie subjective en bande dessinée sur l'artiste Niki de Saint Phalle avec Dominique Osuch au scénario.
Elle vit à Paris.
Lors de la remise des Prix Atomium en 2021, elle remporte le prix de la BD citoyenne (5000€) avec la BD reportage Chez Toi (Casterman).

## Publications

### Illustration
- Ma Sœur et moi, Nathalie Leplongeon, éditions un-état-d’esprit, 2004
- Mon premier Larousse des héros, Larousse, 2005
- L'Égypte en 200 questions, Du Tac au tac, Larousse, 2006
- Les animaux en 200 questions, Du Tac au tac, Larousse, 2006
- Notre Planète, Mon premier Larousse, Larousse, 2006
- Un Ami bleu, Nils C. Ahl, Le Baron Perché, 2007
- Le Fil invisible, Julia Billet, Le Baron Perché, 2007
- Clarinette solo, Claire Babin, Le Baron Perché, 2007
- Petite Fugue, Céline Pouillon, Le Baron Perché, 2007
- La Gifle, François David, Le Baron Perché, 2007
- Les Amis de Zen, Claude Helft, Le Baron Perché, 2007
- Le Coyote et la fée, Gaëlle Obiégly, Le Baron Perché, 2006
- Monsieur Tristan, Stéphanie Hoyos-Gomez, Le Baron Perché, 2006
- Mon p’tit vieux, Jo Hoestlandt, Le Baron Perché, 2006
- Voleuse !, Franck Prévot, Le Baron Perché, 2006
- La Leçon de françisse, Azouz Begag, Gallimard jeunesse, 2007
- Mon Premier Larousse des Comment c'est fait ?, Larousse, 2007
- Un loup poli, avec Nicolas Gallet de Saint-Aurin, in Les bonnes Manières, Actes Sud/l’An 2, 2008
- Le Mystère du TGV 7777, Jacqueline Rémy, Gallimard, 2008
- Tric, Trac, Troc, souris de choc, suivi de À la cave, on en bave !, Jean-Loup Craipeau, Hatier, 2008
- Qu'est-ce que tu vois ?, Marie-José Mondzain, Giboulées, Gallimard jeunesse, 2008
- Le Journal de Versailles, Milan, 2009
- Grains et chagrin suivi de Bijoux, cailloux et chapomou, Jean-Loup Craipeau, Hatier, 2009
- Pourquoi on écrit des romans..., Danièle Sallenave, 2011
- Abécédaire de l'Assemblée, Cécile Dutheil de la Rochère, Gallimard, 2011
- Je suis un papillon, Vincent Cuvellier
- Pourquoi moi je suis moi, Pierre Péju, Gallimard, 2014

### Bande dessinée
- Le souterrain, avec Xavier Gélard, éditions de l’An 2, 2005
- L'Œil lumineux, Actes Sud/l’An 2, 2008
- La Chambre de bonne, Poème-pizza, C'est ma chambre, Petites Niaiseuses, Karl-Marx Allee, Le Manoir fleuri, Hylda, récits publiés dans Lapin,numéros 37 à 43, L'Association, 2009-2010
- La Montagne de sucre, L'Apocalypse, 2012
- Dominique Osuch et Sandrine Martin, Niki de Saint Phalle le jardin des secrets, Paris, Casterman, 2014, 182 p. (ISBN 978-2-203-07949-6).
- Petites niaiseuses, Misma, 2015
- Le rire de l'Ogre, Casterman, 2018, d'après le roman de Pierre Péju

## Distinctions
- Sélection du prix Artémisia 2016[2] pour Petites niaiseuses.